# Schiekia orinocensis
Schiekia orinocensis là một loài thực vật có hoa trong họ Huyết bì thảo. Loài này được Carl Sigismund Kunth miêu tả khoa học đầu tiên năm 1816 dưới danh pháp Wachendorfia orinocensis. Năm 1840 Carl Daniel Friedrich Meisner chuyển danh pháp thành Schiekia orinocensis.

## Phân loài[2]
1. Schiekia orinocensis subsp. orinocensis - Brasil, Bolivia, Colombia, Venezuela, Guyana, Suriname.
2. Schiekia orinocensis subsp. silvestris Maas & Stoel - Bắc Brasil, Colombia, Venezuela, Guyana, Suriname, Guiana thuộc Pháp.